# Demografia da Namíbia

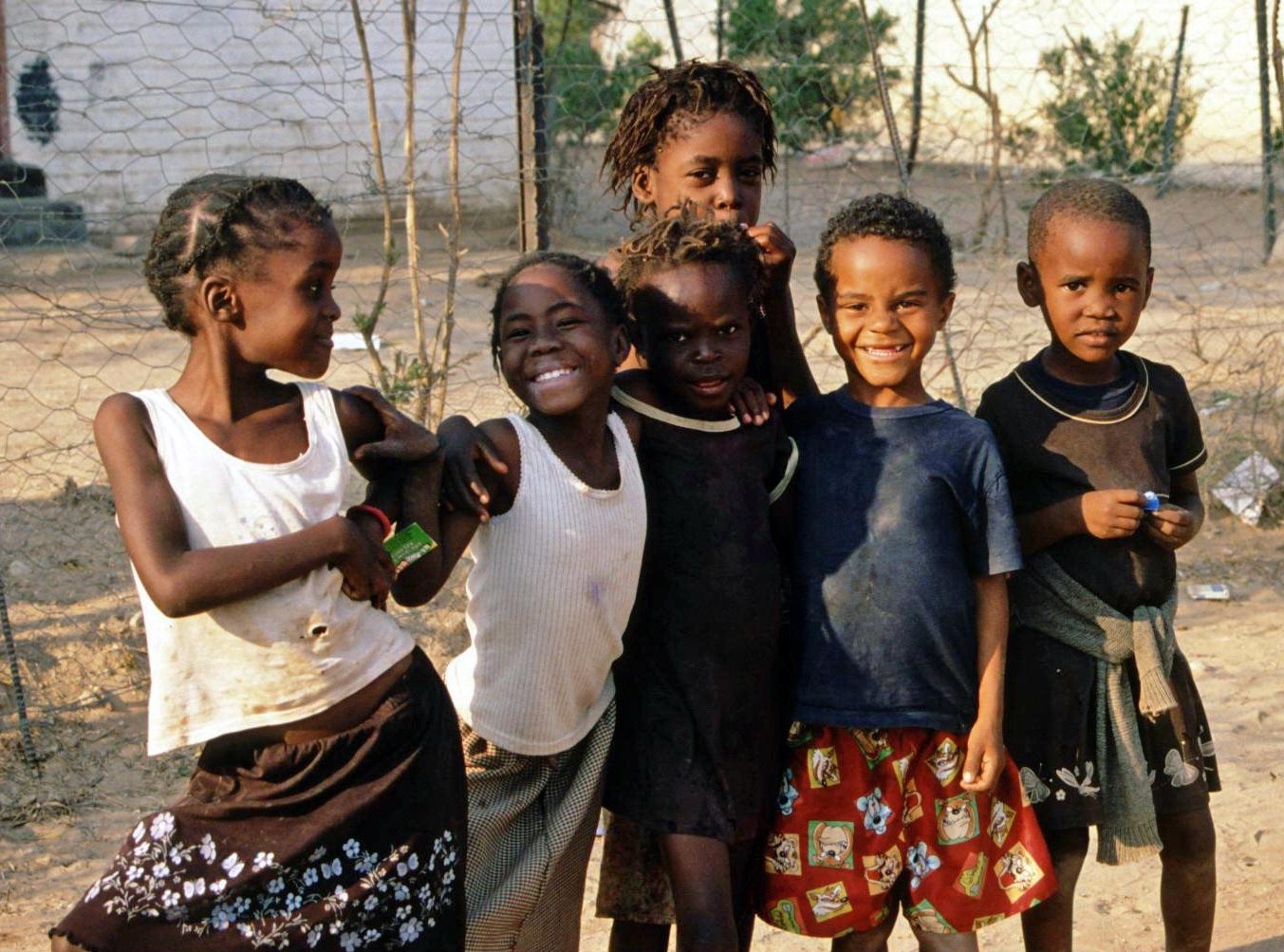
Crianças em Khorixas, centro da Namíbia

A demografia da Namíbia reflete a diversidade populacional desse país do sudoeste da África, cuja população foi estimada em 2.113.077 pessoas no censo de 2011. Desse total, 1.091.165 eram mulheres e 1.021.912 homens, com taxa anual de crescimento populacional de 1,4%. O número de pessoas vivendo em áreas urbanas estimou-se em 43%, enquanto 57% viviam na zona rural.

## Dados gerais
A população da Namíbia é em sua maioria negra, em especial da etnia Ovambo, que compõe cerca de metade da população. Existem grandes grupos, como Namas e San, cuja aparência difere significativamente do estereótipo físico negroide. Outro importante grupo são os Rehoboth Basters, povo interracial originário da fusão entre holandeses e africanos Khoi.
Os brancos formam cerca de 6% da população, que é uma das mais elevadas proporções na África subsaariana, sendo a maioria de ascendência sul-africana, havendo ainda comunidades de origem alemã, britânica, portuguesa, francesa e libanesa.

## Línguas

### Multilinguismo
Enquanto a língua oficial é o inglês, a língua-mãe da maioria da população de origem africana é, contudo, o cuanhama (49%) ou uma das demais línguas autóctones, como nama-damara (11%), kavango (9%) e Otjiherero (9%), entre outras.

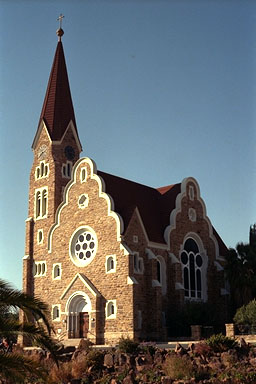
Christuskirche, Igreja Luterana de Windhoek

A maior parte da população branca fala ou africânder ou alemão, línguas que eram ambas oficiais até a independência do país em 1990.

### Imigração luso-angolana
Em virtude do afluxo de ex-colonos portugueses na época de Independência de Angola, assim como de angolanos fugindo de seu país durante o período da Guerra Civil Angolana, o português também é falado, em especial no centro–norte do país. Além disso, por causa da extensa fronteira com Angola e da participação como observador da CPLP, desde 2012 o português é também disciplina oficial em várias escolas públicas do país, e em 2015 havia 21 estabelecimentos de ensino e 1.616 alunos aprendendo o idioma.
De acordo com dados oficiais do Ministério das Relações Exteriores de Angola, em agosto de 2016 mais de 50 mil cidadãos angolanos estavam inscritos nas representações consulares do país na Namíbia, sem contar os ilegais. O número de residentes de origem portuguesa era de pouco mais de dois mil em dezembro de 2015.

## Religião
O cristianismo é o principal credo, com a Igreja Luterana a ser primeira entre as igrejas.